# Piła (gra komputerowa)
Piła (ang. Saw: The Video Game) – gra komputerowa z gatunku survival horror z widokiem trzecioosobowym, wydana przez Konami w 2009 roku.

## Fabuła
Akcja jest osadzona pomiędzy pierwszą a drugą częścią filmowej serii. 
Głównym bohaterem jest David Tapp, były detektyw, który prowadził śledztwo nad pierwszymi morderstwami Jigsawa, psychopatycznego inżyniera, który za pomocą zmyślnych pułapek daje nauczkę ludziom nieszanującym swojego życia. David budzi się w opuszczonym zakładzie psychiatrycznym i musi uratować ludzi, związanych z jego obsesją dorwania Pana Układanki. Na drodze głównego bohatera staną zwykli ludzie, którym Jigsaw wmówił, że za ich porwaniem stoi Tapp. 
Gracz będzie miał okazję rozwiązać wiele zagadek logicznych, jak i sprawnościowych. Od włamywania się do drzwi za pomocą gwoździa, po skomplikowane łączenie obwodów elektrycznych. 

## Postacie
- David Tapp – były detektyw, główny bohater, z obsesją złapania Jigsawa
- John „Jigsaw” Kramer – psychopatyczny inżynier, który zaprojektował wszystkie pułapki i elementy układanki
- Amanda Young – dziewczyna, która jako jedyna przeżyła jedną z „gier” Jigsawa
- Mellisa Sing – wdowa po przyjacielu i partnerze Tappa, Stevenie Singu. Marzy o zabiciu Davida
- Jennings Foster – pracownik medycyny sądowej, który wrobił Tappa w zabójstwo, którego sam dokonał
- Oswald McGullicuty – dziennikarz, który wmawiał ludziom, że Tapp jest Jigsawem